# Reserva da Biosfera do Cinturão Verde de São Paulo
A Reserva da Biosfera do Cinturão Verde da Cidade de São Paulo foi criada em 9 de junho de 1994 e abrange 73 municípios em torno da cidade de São Paulo.
As zonas-núcleos são principalmente Unidades de Conservação, a maioria delas administradas pelo Instituto Florestal:
- Parque Estadual Albert Löfgren
- Parque Estadual da Cantareira
- Parque Estadual do Jaraguá
- Parque Estadual do Juqueri
- Reserva Florestal do Morro Grande
- Parque Estadual do Jurupará
- Parque Estadual da Serra do Mar
- Estação Ecológica de Itapeti

As zonas tampão que circundam as zonas núcleo contém, entre muitos outros, espaços pertencentes ao Estado:
- Áreas de Proteção de Mananciais
- Parque Nascentes do Rio Tietê
- Área Tombada da Serra do Japi
- várias APAs-Áreas de Proteção Ambiental

As zonas de transição estão sujetias a monitoramento, dentro das premissas do desenvolvimento sustentável.
A Reserva da Biosfera do Cinturão Verde da Cidade de São Paulo é coordenada pelo Instituto Florestal da Secretaria do Meio Ambiente do Estado de São Paulo.

## Controvérsias e Riscos Ambientais
Está correndo sério risco de degradação ambiental, juntamente com o Parque do Horto Florestal, com a construção da famosa e controvertida obra viária, conhecida por Trecho Norte do Rodoanel.
Especula-se que a obra pode comprometer o Sistema Cantareira, afetando o abastecimento de água da cidade de São Paulo.
- «A Verdade do Rodoanel»
- «Instituto Socioambiental»
- «Rodoanel vai fechar ruas de SP»
- «Sobre o Cinturão verde de São Paulo - UNESCO»